# Solieria praegnata
Solieria praegnata är en tvåvingeart som först beskrevs av Robineau-desvoidy 1863.  Solieria praegnata ingår i släktet Solieria och familjen parasitflugor.
Artens utbredningsområde är Frankrike. Inga underarter finns listade i Catalogue of Life.